# Liste de nageurs par pays
Ci-après la liste non exhaustive des nageurs par pays.

## Afrique du Sud
- Dedekind, Brendon
- Fairlie, Anne
- Ferns, Lyndon
- Godfrey, George
- Harrison, Joan
- Heyns, Penelope
- Kriel, Marianne
- Loots, Mandy
- Muir, Karen
- Nash, Barbara
- Neethling, Ryk
- Parkin, Terence
- Parks, Jon Jon
- Poewe, Sarah
- Schoeman, Roland Mark
- Skinner, Jonty
- Townsend, Darian
- Williams, Peter
- Wittstock, Charlene
- Zandberg, Johannes

## Allemagne
|  |  |  |  |

## Australie
|  |  |  |

Dawn Fraser

## Autriche
- Jukić, Mirna
- Podoprigora, Maxim
- Rogan, Markus

## Biélorussie
- Baranovskaya, Natalya
- Popchanka, Alena

## Belgique
- Becue, Brigitte
- Deburghgraeve, Fred
- Lempereur, Ingrid
- Englebert, Serge
- Maene, Stefaan

## Brésil
- Fratus, Bruno

## Bulgarie
- Dangalakova, Tania
- Frenkeva, Antoaneta

## Canada
| Penny Oleksiak     | Margaret MacNeill  | Sydney Pickrem | Yuri Kisil    |  |  |
| Brent Hayden       | Sandrine Mainville | Kylie Masse    | Ryan Cochrane |  |  |
| Katerine Savard    | Rebeca Smith       | Taylor Ruck    |               |  |  |
| Mary-Sophie Harvey | Joshua Liendo      | Kayla Sanchez  |               |  |  |

## Chine
- Lu Bin
- Chen Yan (1979)
- Chen Yan (1981)
- Dai Guohong
- He Cihong
- Xiaomin Huang
- Le Jingyi
- Lin Li
- Liu Limin
- Luo Xuejuan
- Qi Hui
- Qiang Hong
- Xin Xin
- Wu Yanyan
- Yang Aihua
- Wenyi Yang
- Yang Yu
- Zhuang Yong

### Hong Kong
- Alex Fong Lik-Sun

## Colombie
- Becerra, Camilo
- Bermudez, Alejandro
- Ceballos, Isabel
- Jacome, Fernando
- Martínez, Germán
- Moreno, Mauricio
- Perdomo, Diego
- Restrepo, Pablo

## Costa Rica
- Poll, Claudia
- Poll, Silvia

## Croatie
- Banović, Petra
- Bjedov, Durdica
- Buljan, Nenad
- Čerenšek, Igor
- Čač, Krešimir
- Delač, Mario
- Draganja, Duje
- Franičević, Lovrenco
- Galić, Anita
- Imprić, Saša
- Jovanović, Sanja
- Kanjer, Marijan
- Kožulj, Gordan
- Marinović, Smiljana
- Milošević, Miloš
- Mladina, Ivan
- Rogulj, Vanja
- Strahija, Marko

## Cuba
- Bent, Neisser
- Falcón, Rodolfo

## Danemark
- Carstensen, Jacob
- Hveger, Ragnhild
- Jacobsen, Mette
- Nielsen, Benny
- Nielsson, Susanne
- Ørnstedt, Louise
- Skou, Sophia
- Sørensen, Inge

## Espagne
| - Ballester, José Luis - Belén Palomo, Ana - Becerra, Lourdes - Benavides, Juan - Caballero, Melissa - Capdevila, Marc - Cerón, Blanca - Edo, Teo - Esparza, Itziar - Fernández, Joaquín - Franco, Barbara - Franco, Claudia - Garabatos, Susanna | - García, Mireia - Hviid, Frederik - López, Sergio - López-Zubero, David - López-Zubero, Martin - Lorente, Eduardo - Madrid, Fátima - María, Ivette - Meca, David - Muñoz, Rafael - Noriega, Javier - Olay, María - Ortega, David - Parera, Silvia | - Peláez, María - Pérez, Jorge - Pérez, Sara - Piñera, Eva - Ramos, Arantxa - Rivera, Marco - Roca, Laura - Rouba, Tatiana - Sánchez, Jorge - Torrens, Josefina - Villaécija, Erika - Vives, Roser - Wildeboer, Aschwin - Wildeboer, Olaf - Zhivanevskaya, Nina |

## États-Unis
| - Andrews, Theresa - Babashoff, Shirley - Bal, Randall - Barr, Beth - Beard, Amanda - Belote, Melissa - Benko, Lindsay - Bennett, Brooke - Berkoff, David - Berube, Ryan - Biondi, Matt - Botsford, Beth - Bruner, Carlton - Carvin, Chad - Caulkins, Tracy - Cavanaugh, Chris - Coughlin, Natalie - Cope, Haley - Crabbe, Clarence - Cramer, Jayme | - Crippen, Fran - Crocker, Ian - Charles Daniels - Davis, Josh - Dolan, Tom - Dusing, Nate - Ederle, Gertrude - Ervin, Anthony - Evans, Janet - Gaines, Rowdy - Genter, Steve - Goldblatt, Scott - Hall, Gary Jr. - Hall, Gary Sr. - Hansen, Brendan - Hedgepeth, Whitney - Hoff, Katie - Holm, Eleanor - Hyman, Misty - Ivey, Mitchell | - Jackson, Trina - Jacobs, Christopher - Jensen, Larsen - Jones, Cullen - Jorgensen, Janel - Joyce, Kara Lynn - Kahanamoku, Duke - Keller, Klete - Kinsella, John P. - Kowal, Kristy - Krayzelburg, Lenny - Kremer, Mitzi - Lezak, Jason - Lincoln, Abigail - Lochte, Ryan - Marshall, Peter - Mc Breen, Tom - McFarlane, Tracey - McKinney, Frank - Meagher, Mary T. | - Moe, Karen - Montgomery, Jim - Morales, Pablo - Munz, Diana - Ed Moses - Murphy, John - Namesnik, Eric - Neilson, Sandra - Northway, Douglas - Peirsol, Aaron - Phelps, Michael - Quann, Megan - Ravas, Daniel - Rose, Gabrielle - Rothhammer, Keena - Sandeno, Kaitlin - Sanders, Summer - Schollander, Don - Schumacher, Brad - Schwenk, Tripp | - Spitz, Mark - Stamm, Michael - Sterkel, Jill - Stitts, Staciana - Teuscher, Cristina - Thompson, Jenny - Torres, Dara - Troy, Michael - Van Dyken, Amy - Varona, Donna de - Vendt, Erik - Walker, Laura - Wayte, Mary - Weissmuller, Johnny - Williams, Esther - Wilson, Johnny |

## Finlande
- Hanski, Vesa
- Hård, Jere
- Harmokivi, Paula
- Kasvio, Antti
- Rajakylä, Matti
- Seppälä, Hanna-Maria
- Sievinen, Jani

## France
| - Abrard, David - Agnel, Yannick - Amardeilh, Michel - Andraca, Pierre - Barnier, Romain - Baron, Esther - Jérémy Stravius - Justine Bruno - Camille Lacourt - Benjamin Stasiulis - Bernard, Alain - Bernard, Yohan - Boiteux, Jean - Bey, Sarah - Bojaryn, Virginie - Bordeau, Christophe - Boucher, Renaud - Bousquet, Frédérick - Bozon, Gilbert - Caron, Christine - Caron, Stéphan - Christophe, Robert | - Delcourt, Frédéric - Delord, Jacqueline - Depickère, Ludovic - Duboscq, Hugues - Dufour, Simon - Esposito, Franck - Faure, Karyn - Figues, Solenne - Fougeroud, Olivier - Gilot, Fabien - Gottvallès, Alain - Guillou, Laurence - Gutzeit, Bruno - Holderbach, David - Iacono, Franck - Jany, Alex | - Journet, Laurent - Kalfayan, Christophe - Kamoun, Sophie - Leblanc, David - Leveaux, Amaury - Louvrier, Pascaline - Magnier, Christine - Manaudou, Laure - Manaudou, Florent - Mandonnaud, Claude - Maracineanu, Roxana - Marchand, Christophe - Marchand, Xavier - Marvingt, Marie - Metella, Malia - Mosconi, Alain - Muffat, Camille - Nakache, Alfred - Neuville, Laurent | - Pénicaud, Cédric - Perrot, Stéphan - Plewinski, Catherine - Poirot, Catherine - Pou, Michel - Prunier, Cécile - Roger, Pierre - Rostoucher, Nicolas - Rouault, Sébastien - Rousseau, Michel - Savin, Xavier - Schott, Franck - Sicot, Julien - Supiot, Claire - Vallerey Jr., George |

Frédéric Lefèvre

## Hongrie
| - Cseh, László - Csépe, Gabriella - Czene, Attila - Darnyi, Tamás - Deutsch, Tamás - Egerszegi, Krisztina - Flaskay, Mihály | - Gáspár, Zsolt - Güttler, Károly - Gyurta, Dániel - Hajós, Alfréd - Halmay, Zoltán - Horváth, Péter - Kovács, Ágnes | - Novák-Gerard, Éva - Risztov, Éva - Rózsa, Norbert - Szabados, Béla - Szabó, József - Szilágyi, Zoltán - Zubor, Attila |

## Irlande
- Bree, Andrew
- Douglas, Julie
- O' Toole, Gary
- Manely, Steven
- Robinson, Emma
- Smith, Michelle

## Islande
- Arnarson, Örn

## Israël
- Alexeev, Vadim
- Bichman, Adi
- Bruck, Yoav
- Gath, Yoav
- Groumi, Eran
- Halika, Michael
- Haspel, Judith
- Kutler, Dan
- Manziola, Alexei

## Italie
- Battistelli, Stefano
- Boggiatto, Alessio
- Brembilla, Emiliano
- Calligaris, Novella
- Fioravanti, Domenico
- Franceschi, Giovanni
- Guarducci, Massimiliano
- Lamberti, Giorgio
- Magnini, Filippo
- Merisi, Emanuele
- Pellegrini, Federica
- Rosolino, Massimiliano
- Rummolo, Davide

## Japon
- Imoto, Naoko
- Iwasaki, Kyoko
- Kitajima, Kosuke
- Minamoto, Sumika
- Miyake, Aiko
- Morita, Tomomi
- Nakamura, Mai
- Nakao, Miki
- Okumura, Yoshihiro
- Onishi, Junko
- Shibata, Ai
- Suzuki, Daichi
- Taguchi, Nobutaka
- Tajima, Yasuko
- Tanaka, Masami
- Toyoda, Hisakichi
- Yamanaka, Tsuyoshi
- Yamanoi, Eri
- Yamamoto, Takashi
- Watanabe, Kenji

## Lituanie
- Beiga, Nerijus
- Bružas, Mindaugas
- Grigalionis, Darius
- Mažuolis, Raimundas

## Luxembourg
- De Prins, Alwin

## Norvège
- Dalby, Irene
- Hetland, Aleksander
- Dale Oen, Alexander

## Nouvelle-Zélande
- Loader, Danyon
- Mosse, Anthony
- Kingsman, Paul

## Pays-Bas
| - Bentum, Conny van - Bergsma, Bert - Beumer, Toos - Brienesse, Karin - Brigitha, Enith - Bruijn, Inge de - Bulten, Kira - Bunschoten, Hansje - Dekker, Inge - Dijk, Edith van - De Nijs, Judith - Drost, Frank - Drost, Peter - Dybiona, Patrick - Edelijn, Diane - Elzerman, Ellen - Elzerman, Hans - Elzerman, Henk | - Elzerman, Josien - Geurts, Carla - Groen, Annemarie - Groot, Chantal - Hamburg, Roger van - Heukels, Betty - Holst, Ewout - Hoogenband, Pieter van den - Janssen, Martine - Jong, Reggie de - Keizer, Joris - Kenkhuis, Johan - Klooster, Ton van - Kok, Ada - Kroes, Hans - Kuipers, Benno - Lagerberg, Tineke | - Lassooy, Gerda - Maas, Annelies - Mastenbroek, Rie - Mensonides, Wieger - Moes, Linda - Muis, Marianne - Muis, Mildred - Penterman, Hennie - Plaats, Diana van der - Prijdekker, Peter - Reijers, Desi"\| - Riet, Alie te - Rijnders, Anke - Rover, Jolanda de - Schoutsen, Bob - Senff, Nida - Smit, Minouche | - Spoel, Martin van der - Staveren, Petra van - Stokkers, Patricia - Terpstra, Erica - Valkengoed, Thijs van - Veldhuis, Marleen - Velsen, Wilma van - Vermaat, Marianne - Verstappen, Annemarie - Vlieghuis, Kirsten - Voskes, Elles - Weerdenburg, Winnie van - Wildt, Pauline van der - Wouda, Marcel - Zastrow, Mitja - Zwering, Klaas-Erik |

## Philippines
- Yldefonso, Teofilo

## Pologne
- Jędrzejczak, Otylia
- Kizierowski, Bartosz
- Korzeniowski, Paweł
- Podkoscielny, Mariusz
- Szukała, Rafał
- Wojdat, Artur

## République tchèque
- Hlaváčková, Ilona
- Svoboda, Květoslav

## Roumanie
- Bădiţă, Cezar
- Caslaru-Coada, Beatrice
- Coman, Dragoş
- Diaconescu, Ioana
- Gherghel, Ioan
- Herea, Florina
- Mocanu, Diana
- Lung, Noemi
- Păduraru, Simona
- Potec, Camelia
- Udroiu, Raluca

## Royaume-Uni
| - Balfour, Kirsty - Burnett, Simon - Cooke, Rebecca - Cooper, Todd - Cozens, Chris - Davies, David - Davies, Sharron - Foster, Mark - Gibson, James - Gillingham, Nick - Goodhew, Duncan | - Hatfield, Jack - Haywood, Kate - Hickman, James - Jameson, Andrew - Jones, Alyson - Lonsbrough, Anita - McClatchey, Caitlin - Mew, Darren - Moorhouse, Adrian - Palmer, Paul - Parry, Stephen - Payne, Keri-Anne | - Peaty, Adam - Pickering, Karen - Price, Sarah - Rolph, Susan ("Sue") - Sexton, Katy - Sheppard, Alison - Smith, Graeme - Tait, Gregor - Walker-Hebborn, Chris - Whitehead, Adam - Wilkie, David |

## Russie
- Filipets, Alexei
- Komarova, Stanislava
- Kulikov, Vladislav
- Pankratov, Denis
- Poliakov, Anatoli
- Popov, Alexander
- Prigoda, Gennadiy
- Prilukov, Yuri
- Salnikov, Vladimir
- Selkov, Vladimir
- Sludnov, Roman
- Sadovyi, Yevgeny

## Serbie-et-Monténégro
- Čavić, Milorad

## Slovaquie
- Moravcová, Martina

## Slovénie
- Babič, Lavra
- Isakovič, Sara
- Kejžar, Alenka
- Kejžar, Nataša
- Klinar, Anja
- Mankoč, Peter
- Strel, Martin

## Suède
| - Alshammar, Therese - Andersson, Erik - Arvidsson, Pär - Baron, Bengt - Berglund, Eva - Borg, Arne - Borg, Björn - Borg, Åke - Carlsson, Daniel - Cederqvist, Jane - Ejdervik, Rebecca - Eriksson, Hanna - Frölander, Lars - Gustavsson, Martin - Holmertz, Anders - Holmertz, Per | - Igelström, Emma - Isaksson, Patrik - Johansson, Per - Jöhncke, Louise - Kammerling, Anna-Karin - Larsson, Gunnar - Laurén, Mikaela - Lillhage, Josefin - Lejdström, Thomas - Lundeholm, Filip - Lyrbring, Anders - Marko-Varga, Ida - Milton, Richard - Nystrand, Stefan - Persson, Jonas - Piehl, Marcus | - Renholm, Pontus - Sjöberg, Johanna - Sjödin, Simon - Stymne, Petter - Svahnström, Malin - Svendsen, Therese - Söderlund, Michael - Tilly, Jonas - Thydén, Sara - Wallin, Christer - Werner, Tommy - Westrin, Hanna - Wikström, Christoffer - Wikström, Per - Wikström, Sebastian - Örn, Mikael |

## Suisse
- Dagon, Étienne
- Desplanches, Jérémy
- Halsall, Dano

## Thaïlande
- Minpraphal, Praphalsai
- Phuvichit, Sornsawan
- Sirisanont, Ratapong
- Sridama, Thanya
- Wong, Ratiporn

## Turquie
- Büyükunçu, Derya
- Ergenekan, Çan
- Taner, Mehmet Uğur

## Ukraine
- Breus, Sergiy
- Govorov, Andriy
- Klochkova, Yana
- Lisogor, Oleg
- Serdinov, Andriy

## Uruguay
- Gallo, Diego
- Fernández, Serrana
- Golovchenko, Javier
- Gorriaran, Gustavo
- Kutscher, Paul Alexander
- Picasso, Francisco
- Scanavino, Carlos

## Venezuela
- Monasterio, Ricardo
- Mora, Nelson
- Sánchez, Francisco (en)

## Zimbabwe
- Coventry, Kirsty